# Пестроглазка эпимеда
Пестроглазка эпимеда, или меланаргия лесная (лат. Melanargia epimede) — вид дневных бабочек из семейства Бархатницы.

## Описание
Длина переднего крыла 25—32 мм. Размах крыльев 47—60 мм. Вершина передних крыльев округлая. Наружный край задних крыльев слегка волнистый. основной фоновый цвет крыльев белый. на нём располагается тёмный коричневый рисунок, который занимает практически половину площади передних крыльев. У самца широкая краевая перевязь охватывает всю привершинную область и сливается с широкой полоской у заднего края крыла. Вторая перевязь имеет вид угловатой дуги и огибает центральную ячейку от вершины к заднему углу переднего крыла. Задние крылья обрамляет узкая краевая перевязь, образованная двумя тонкими волнистыми линиями: между ней и широкой, разорванной у вершины коричневой перевязью проходит дуга, образованная светлыми полулунными пятнами. Половой диморфизм слабо выраженный. Самка немного крупнее самца, её крылья более округлые, тёмный рисунок является менее контрастным. Нижняя сторона крыльев пересекается тонкими тёмными жилками. Кайма из двух тонких линий отчётливо видна на обоих крыльях. Тёмный рисунок на передних крыльях у самки менее контрастный, чем на его верхней стороне. На задних крыльях выделяется прикраевая перевязь, образованная округлыми охристыми пятнами-глазками в тёмных обводках, разбитая на две группы: три крупных пятна внизу и два мелких вверху.

## Ареал
Приамурье (от реки Зея до реки Горюн), хребет Хехцир, Приморье, северо-восточный Китай, Корея. Бабочки обитают на полянах среди луговых растений в лесах разных типов — долинных широколиственных, дубняках, кедровниках.

## Биология
Развивается в одном поколении за год. Время лёта в июле — августе, встречаются часто. Гусеница питается на полевице из семейства Poaceae (Мятликовые). Окукливается на почве под растительным субстратом.